# Ký chú tào
Ký chú tào (記注曹, Imperial Diarists Section) là một trong 4 tào Nội các (Bí thư tào, Biểu bạ tào, Thừa vụ tào, Thượng bảo tào) thời Nguyễn Minh Mạng. Ký chú tào ghi chép lời tâu, lời phê, chỉ dụ, coi giữ nghiên bút Thượng phương. Ghi chép lời nói của vua khi triều hội hoặc khi tuần hạnh cùng chương, sớ, tấu văn của quan tướng. Lưu giữ các sổ dâng ngự dược, nhật ký học tập của Hoàng tử, các văn bản quy định, chương, sớ, án kiện toàn quốc. Giữ sổ thu phát hàng năm trong Nội các.
Ký chú tào lập vào năm Minh Mạng 10 (1829) khi cơ quan Nội Các được thành lập.
Năm Minh Mạng 17 (1836), Ký chú tào đổi tên là Thừa vụ tào.
Năm Thiệu Trị 4 (1844), Thừa vụ tào được đổi tên thành Ty luân sở.